# Дактаун (Тенеси)
Дактаун (енгл. Ducktown) град је у америчкој савезној држави Тенеси.

## Демографија
По попису из 2010. године број становника је 475, што је 48 (11,2%) становника више него 2000. године.
| Група             | 2000.       | 2010.       |
| Белци             | 411 (96,3%) | 456 (96,0%) |
| Афроамериканци    | 0 (0,0%)    | 1 (0,2%)    |
| Азијати           | 0 (0,0%)    | 0 (0,0%)    |
| Хиспаноамериканци | 4 (0,9%)    | 1 (0,2%)    |
| Укупно            | 427         | 475         |